# Диарра, Амаду Баба
 Амаду Баба́ Диарра́ (фр. Amadou Baba Diarra , 1933 год, Диена, Кутиала, Французский Судан — 19 мая 2008 года, Бамако, Республика Мали) — военный, политический и государственный деятель Мали, один из организаторов переворота переворота 1968 года, неоднократно занимавший министерские посты в правление президента Муссы Траоре. До 1991 года был заместителем Генерального секретаря правящей партии Демократический союз малийского народа и занимал второе место в военной иерархии Мали. Дивизионный генерал.

## Биография
Амаду Баба́ Диарра́ родился в 1933 году на юго-западе Французского Судана в Диене близ города Кутиала (ныне область Сикасо).

### Военная карьера
1 июня 1953 года в возрасте 20 лет он поступил добровольцем в роту обеспечения и обслуживания французской колониальной армии и в том же месяце был направлен в подразделение механизированной артиллерии в Сегу. В 1954 году Диарра был переведён в артиллерийскую батарею в Кати, а в апреле того же года как способный и дисциплинированный солдат получил звание ефрейтора, прошёл обучение в специальной группе и получил удостоверения механика танков 1-го разряда. В феврале 1957 года он был направлен в учебную роту в Тиндуф (Французский Алжир), в 1958 году получил общевойсковой сертификат с оценкой «отлично» и звание сержанта, после чего был переведён для прохождения службы в Дакар. Диарра продолжал служить в частях французской армии в Дакаре в период существования Федерации Мали, а после её распада изъявил желание вернуться из Сенегала на родину.
1 марта 1962 года сержант Амаду Баба Диарра был зачислен в малийскую национальную армию и в октябре 1963 года за служебное усердие получил возможность начать обучение в Общевойсковой военной школе в Кати. После окончания школы в феврале 1965 года Диарра получил звание младшего лейтенанта, а в 1967 году был направлен на курсы совершенствования командного состава бронекавалерии в Объединённую Арабскую Республику. По возвращении на родину он был назначен спортивным инструктором 9-й комендантской роты, а затем командиром бронетанковой части (chef de l’escadron) гарнизона Кати. Он стал одним из главных участников заговора с целью свержения первого президента Мали Модибо Кейты и в ночь на 19 ноября 1968 года вывел на улицы Бамако тяжёлую технику, которая заняла позиции возле основных государственных учреждений. Его телохранитель аджютан Рафаэль Траоре позднее утверждал, что именно Диарра стал инициатором переноса даты переворота с января 1969 года на 19 ноября.

### Политическая карьера
После успеха переворота лейтенант Амаду Баба Диарра стал членом правящего Военного комитета национального освобождения и начал долгую карьеру в исполнительной власти страны.
Он всегда был на стороне Муссы Траоре, что обеспечило ему политическое долголетие во время многолетней клановой борьбы во ВКНО. В 1970 году он сменил опального Йоро Диаките в военной иерархии Мали, стал заместителем председателя ВКНО, 10 сентября 1970 года вошёл в правительство Мали в качестве министра финансов, плана и экономики. В октябре 1971 года Диарра получил звание капитана, в октябре 1976 года — подполковника, а в 1978 году — полковника. В 1979 году, когда Мали формально переходила к гражданскому правлению, полковник Амаду Баба Диарра был избран заместителем генерального секретаря правящей партии Демократический союз малийского народа. Тогда он совершил двухнедельную поездку в округ Кайес, где занимался формированием партийных структур. В октябре 1982 Диарре присвоили звание бригадного генерала, а в 1986 году он стал дивизионным генералом. В 1980-х годах Амаду Баба Диарра также продолжал занимать министерские посты: был государственным министром промышленного оборудования (1983—1984), государственным министром планирования (1985—1988), председателем Экономического и социального совета Мали (1988—1991).

### После падения Траоре
В 1991 году режим Муссы Траоре был свергнут и в 1992 году лишившийся государственных постов генерал Амаду Баба Диарра ушел в отставку из армии. Он не подвергался судебным преследованиям как деятель старого режима и намеревался перейти к политической деятельности, но по каким-то причинам так и не вернулся на политическую арену. В последующие годы Диарра продолжал жить как частное лицо в своём доме в малийской столице и не привлекал к себе внимание общества.
 Амаду Баба́ Диарра́ скончался 19 мая 2008 года в своём доме в Бамако в возрасте 75 лет. Он был торжественно похоронен во второй половине дня 20 мая 2008 года на столичном кладбище Сотуба. На церемонии присутствовали многочисленные родные, друзья и сослуживцы покойного, президент Мали Амаду Тумани Туре, премьер-министр Модибо Сидибе, министр обороны и по делам ветеранов Натье Плеа, бывший президент Мусса Траоре, бывшие премьер-министры и министры Мали. Прощальную речь на похоронах произнёс генеральный секретарь министерства обороны генерал Салиф Траоре, который подчеркнул заслуги покойного, назвав его человеком долга и убеждённым патриотом.

## Оценки личности
Несмотря на распространённое в наше время в Мали критическое отношение к руководителям переворота 1968 года о генерале Амаду Баба Диарра отзываются с симпатией. Он характеризуется как строгий военный, но очень общительный и приветливый человек. Отзывы на его смерть в Мали были сочувственными и лишёнными всякой критики. Утверждают, что как политик и государственный деятель Диарра вёл себя очень сдержанно и скромно, и не давал повода для обвинений в злоупотреблениях.